# Robert Budzynski
Robert Budzynski (Calonne-Ricouart, 21 de maio de 1940 – 17 de julho de 2023) foi um futebolista francês de origem polonesa.

## Biografia
Competiu na Copa de 1966, sediada na Inglaterra, na qual a seleção de seu país terminou em 13.º lugar dentre os dezesseis participantes.
Por clubes, jogou em apenas dois durante sua carreira: o Lens entre 1958 e 1963, e o Nantes entre 1963 e 1968, nesse último conquistou dois campeonatos nacionais (1965 e 1966). Em dez anos como profissional, marcou apenas quatro gols.
Após encerrar a carreira de jogador, Budzynski virou diretor esportivo do Nantes em 1970, exercendo o cargo durante 35 anos.
Morreu em 17 de julho de 2023, aos 83 anos.